# Sanok (Worsklyzja)
Der Sanok (russisch Санок) ist ein langsam fließender Bach, ein rechter, 19 km langer Nebenfluss des Flüsschens Worsklyzja im Südwesten Russlands und im Norden der Ukraine (Osteuropa).
Er entspringt in den westlichen Ausläufern des Mittelrussischen Rückens bei Potschajew, im Grenzgebiet zur Ukraine, westlich der russischen Rajonhauptstadt Graiworon. Wichtige Ortschaften am Bach sind Potschajewo, Smorodino, Sankowo. Der Sanok mündet bei Dorogoschtsch in die Worsklyzja.
Die Bezeichnung könnte analog zum lechischen Flussnamen Sanok, heute San, zu deuten sein.
Nach einer Reise des russischen Großfürsten Mstislaw nach Polen in den Jahren 1031–1032 sind viele Lendizenvölker von hier vertrieben oder umgesiedelt worden.